# A mosoly országa
A mosoly országa (németül: Das Land des Lächelns) Lehár Ferenc háromfelvonásos operettje. Szövegkönyvét Ludwig Herzer és Fritz Löhner írta. Ősbemutatójára 1929. október 10-én került sor a berlini Metropol-Theaterben. A darab Lehár korábbi operettjének, A sárga kabátnak az átdolgozása.

## Szereplők
| Szereplő                           | Hangfekvés |
| ---------------------------------- | ---------- |
| Lisa grófnő                        | szoprán    |
| Szu Csong herceg                   | tenor      |
| Hatfaludy Ferenc                   | tenor      |
| Mi, Szu Csong testvére             | szoprán    |
| Csang herceg, Szu Csong nagybátyja | bariton    |
| Lichtenfels gróf, tábornok         | bariton    |
| Főeunuch                           | tenor      |
| Fini, fiatal lány                  |            |
| Vali, fiatal lány                  |            |
| Fu-Li, követségi titkár            |            |
| Urak, úrhölgyek.                   |            |

## Cselekmény
|  | Alább a cselekmény részletei következnek! |

### Első felvonás
- Helyszín: Bálterem Lichtenfels gróf palotájában

Lichtenfels gróf lánya győzött egy lovassági versenyen. A sikert családja házibállal ünnepli. Megjelenik a versenyt rendező huszárezred küldöttsége is, élén Hatfaludy Ferenc főhadnaggyal, aki Lizának gyerekkori jóbarátja. Sőt több is ennél, mert a maga részéről komolyabb érzéseket is táplál iránta. Most tette le a minisztériumban a kauciót, hogy Liza kezét annak rendje-módja szerint megkérhesse. A lány azonban Szu-Csong herceghez, a kínai nagykövethez vonzódik. Érzelmeit eddig gondosan leplezte, azonban váratlan fordulat következik be: a herceget hazahívják. A hír hallatán Liza és a herceg, félve attól, hogy soha többé nem lesz esélyük a másikkal beszélni, szerelmet vallanak egymásnak. Megörülve, hogy érzelmeik viszonzásra leltek, elhatározzák, hogy együtt mennek Kínába. Az utazás előtt még gyorsan, egyházi szertartás szerint házasságot kötnek, majd Liza elbúcsúzik az őt Kínától és kultúrájának másságától óva intő apjától és Ferenctől, s végül a házaspár elindul Pekingbe.

### Második felvonás
- Helyszín: Peking

Pompás ceremóniák közepette adják át Szu-Csongnak a legmagasabb kitüntetést, a sárga kabátot. Alig marad azonban egyedül a herceg, már mutatkoznak az ellentétek közötte és családjának többi tagja között. Csang kegyelmes úr, Szu-Csong nagybátyja, gyűlöli az európai nőt, felháborodik szokásain, és keményen megleckézteti Mit, Szu-Csong nővérét, amiért Liza hatására európai sportokra vetemedett. Követeli Szu-Csongtól, hogy az ősi törvények értelmében négy nemes mandzsu lányt vegyen feleségül, akiket ő már ki is választott, sőt a menyegző időpontját is kitűzte. Szu-Csong azonban csak arra hajlandó, hogy forma szerint teljesítse ezen ősi szokásokon alapuló követeléseket, de abba már nem egyezik bele, hogy a négy nő az ő igazi felesége legyen, vagy pláne, hogy Lizáról lemondjon. A szemfüles Ferenc azonban megtudja a dolgokat és figyelmezteti Lizát a történtekről. Liza nem hiszi el, csak akkor, amikor férje is megerősíti ezen tényállást. Lizát a házasságok híre, a honvágy, és az, hogy férje családja sem igazán fogadja el, arra késztetik, hogy megpróbáljon megszökni. Szu-Csong azonban őröket állít a hölgy lakosztálya elé, ezzel is próbálva megakadályozni az esetleges szökést. A herceg tudja, hogy vége mindennek, és egy Buddha-oltáron jelképesen feláldozza Liza fényképét.

### Harmadik felvonás
- Helyszín: Peking

A fogoly Lizához belopózik Ferenc. A szöktetési kísérletben Mi segítségére is számít. Kiderül azonban, hogy minden ajtó és titkos átjáró zárva van. Mi erre utolsó lehetőségként a kápolnán keresztüli menekülést javasolja. Kinyitja a kápolna ajtaját és ekkor az egész társaság szinte megdermed a váratlan látványtól: a herceg összefont karokkal állja el a menekülés útját, mereven, mozdulatlanul farkasszemet nézve a szökevényekkel. Szu-Csong azonban nem képes kicsinyes bosszúra, és végül maga segít Lizának és Ferencnek elhagyni a palotát. A herceg és Liza fájdalmas búcsút vesznek egymástól, majd Liza visszaindul otthonába, Ausztriába. Az utolsó jelenetben Szu-Csong a palotából nézi, ahogy szerelme végleg elhagyja őt, s a földre rogy, mert tudja: sohasem fogják viszontlátni egymást. 
|  | Itt a vége a cselekmény részletezésének! |

## Operettslágerek
- Vágyom egy nő után… - Szu-Csong dala
- Igyék velem egy csésze illatos teát - Liza, Szu-Csong
- Egy dús virágzó barackfa ág - Szu-Csong
- Szív duett - Lótuszvirág, érted élek csupán - Szu-Csong, Liza
- Ne félj, ne félj, bolond szivem...-  Mi-Gustl